# Forțele Navale Române
Forțele Navale Române reprezintă o categorie de arme ce face parte din Armata Română. Efectuează operațiuni îndeosebi în Marea Neagră și pe fluviul Dunărea. Mai sunt numite, în mod curent, Marina militară română. Denumirea oficială de „Forțele Navale Române” a fost dată de autoritățile Republicii Populare Romîne și păstrată după 1989. Până în 1948 s-a denumit Marina Regală Română iar înainte de 1880, Flotila Domnească. 
Forțele Navale Române, parte militară a Marinei române, cuprind :
- Flota militară maritimă a României, cu aproximativ 45 de unități (nu toate simultan în serviciu) care operează mai ales în Marea Neagră, dar și pe mările și oceanele lumii în cadrul operațiunilor NATO ;
- Flota militară fluvială a României, cu aproximativ 15 unități care operează pe Dunăre ;
- la aceste 60 de unități trebuie adăugate vedetele și șalupele grănicerești (ale Poliției de Frontieră).

## Istoric
Cu o lungime de 245 km a coastei maritime, România ocupă un loc important în cadrul țărilor riverane Mării Negre prin amploarea spațiului terestru cu ieșire la mare. De asemenea, România deține 1.075 km de fluviu, reprezentând 38% din lungimea totală a Dunării, din care 236 km sunt ape interioare, ambele maluri ale acestuia fiind pe teritoriul român. Ca suprafață, bazinul Dunării ocupă pe teritoriul României 221.670 km2, reprezentând 28% din totalul bazinului hidrografic.
În aceste condiții, primele atestări documentare ale populațiilor care s-au stabilit în zonele adiacente Mării Negre și ale Dunării au demonstrat, fără tăgadă, preocupările economice, culturale și militare legate de luciul de apă. Pescuitul, comerțul pe apă sau marinăria sunt tot atâtea ocupații specifice populațiilor din aceste zone. 
România, ca stat maritim european - membru al Uniunii Europene și al Organizației Tratatului Atlanticului de Nord -, și-a afirmat, în spațiul geopolitic al Mării Negre, după obținerea și recunoașterea Independenței sale (1877-1878), un rol recunoscut pe măsura statutului său, beneficiind de avantajul natural al propriei rețele hidrografice și de larga deschidere spre orizontul lumii mediteraneene și atlantice, prin bazinul de vest al Pontului.
Dezvoltarea Marinei Române a început să se contureze odată cu Unirea Principatelor Române, în 1859, care a atras după sine unificarea flotilelor celor două țări surori, la 22 octombrie 1860, sub denumirea de Corpul Flotilei, comanda acestei structuri, care a constituit nucleul viitoarei conduceri a Marinei Militare, fiind încredințată colonelului Nicolae Steriade.
În timpul Războiului de Independență de la 1877-1878, Flotila română s-a afirmat în numeroase acțiuni de instalare de baraje, atac al navelor inamice și sprijin cu foc de artilerie, demonstrând utilitatea serviciilor marinarilor pentru apărarea suveranității statului. Demn de remarcat este faptul că cei doi comandanți ai Flotilei Române, care s-au aflat, succesiv, la comanda superioară, maiorul Nicolae Dimitrescu-Maican (locotenent-colonel din decembrie 1877) și maiorul Ioan Murgescu contribuind direct la scufundarea monitoarelor otomane „Podgorița”, respectiv „Seifi”. 
Până la primul Război Mondial, potențialul combativ al României a crescut semnificativ, Marina Militară Română (noua denumire, din anul 1898) beneficiind de trei programe de dotare cu nave și mijloace de navigație. Implicarea conducerii marinei a fost directă în aplicarea acestora. Amintim aici rolul contraamiralului Emanoil Koslinski în implementarea celui de-al treilea program de dotare cu nave de luptă, în cadrul acestuia, în anul 1907, la Galați, fiind lansate patru monitoare și opt vedete fluviale, care au format prima Escadră de Dunăre.
În anii Marelui Război al Reîntregirii Țării (1916-1918), Marina Română s-a încadrat în efortul general de război, Comandamentul Marinei organizând misiuni de apărare a capului de pod de la Turtucaia, de sprijin al flancului drept al trupelor de uscat, de retragere a navelor române pe linia frontului, de neutralizare a artileriei inamice din zona orașului Tulcea, de transport al materialelor și de lichidare a rezistenței navelor rusești din Delta Dunării. Viceamiralul Constantin Bălescu, comandant al marinei, s-a remarcat în timpul operațiunilor militare desfășurate sub comanda sa, în vara și toamna anului 1917, când bateriile marinei și artileria monitoarelor au bombardat, cu multă eficacitate, pozițiile inamice de la Tulcea și Galați, forțele navale înregistrând atunci succese notabile.
Realizarea statului național unitar român, în anul 1918, în urma unirii tuturor provinciilor istorice românești, a permis, în perioada interbelică, dezvoltarea flotei militare. În urma eforturilor conducerii marinei, au intrat în dotare noi tipuri de nave, precum distrugătoarele de tip „M” - „Mărășești” și „Mărăști” și de tip „R” - „Regele Ferdinand” și „Regina Maria”, primul submarin românesc, „Delfinul”, a doua navă-școală „Mircea”. În anul 1939, la Galați, a fost lansată la apă și prima navă militară de construcție românească, puitorul de mine „Amiral Murgescu”. Toate aceste dotări au dus la transformarea Marinei Române într-o forță modernă și echilibrată, capabilă să facă față amenințărilor din Marea Neagră. În anul 1936, cu prilejul sărbătoririi Zilei Marinei Române, viceamiralul Ioan Bălănescu, comandantul Marinei, a apreciat: Marina română reprezintă, în sistemul apărării naționale, un factor de o deosebită importanță, ea este păzitoarea liniilor de comunicație pe apă, forța de protecție a marinei comerciale și, în special, păzitoarea coastelor marine și fluviale.
În timpul celei de-a doua conflagrații mondiale, întreaga marină, sub conducerea Comandamentului Marinei Regale și-a adus un aport considerabil la susținerea efortului general de război, edificatoare în acest sens fiind acțiunea din 26 iunie 1941, când, în fața orașului Constanța, artileria distrugătoarelor ,,Mărăști” și ,,Regina Maria” și bateriile de coastă au respins incursiunea navelor sovietice, liderul ,,Moskva” - nava comandant de flotilă - fiind scufundat, iar distrugătorul ,,Harkov” avariat. O altă acțiune deosebit de importantă a constituit-o evacuarea, pe calea mării, a trupelor române și germane din Peninsula Crimeea, în cadrul celei mai mari operații navale organizată și desfășurată în Marea Neagră, cu numele de cod ,,Operațiunea 60.000”. Deloc întâmplător, Comandamentul Marinei Regale și întreaga Marină au făcut obiectul citării prin Ordin de Zi pe întreaga Armată de către Conducătorul Statului.
După cel de-al doilea Război Mondial, România a fost lipsită, în primii ani postbelici, de flota maritimă și, într-o mare măsură, și de cea fluvială, din cauza preluării navelor românești de către flota Uniunii Sovietice, nave restituite ulterior, parțial, în urma înțelegerii între guvernele României și U. R. S. S. Între 1946-1947, structurii de comandă a Marinei Militare, ca de altfel întregii Armate române, i s-a impus o serie de reorganizări menite să o adapteze condițiilor de pace, dar și datorită presiunilor politice și militare la care au fost supuse autoritățile de la București de către sovietici. Cu toate aceste greutăți, generate de amestecul brutal al sovieticilor, conducerea Forțelor Maritime Militare a continuat să susțină marina militară ca armă de elită în cadrul Armatei României și să participe la garantarea suveranității și integrității teritoriale a țării.
Odată cu reintrarea în dotare a monitoarelor, a fost reconstituită Flotila de Dunăre, denumită din 1959 Brigada Fluvială. În anul 1962 a fost înființată Divizia 42 Maritimă, continuatoarea tradițiilor Diviziei de Mare, mare unitate care fusese desființată la sfârșitul celui de-al doilea Război Mondial. 
În perioada 1965-1989, Comandamentul Marinei Militare a pregătit, a susținut și a coordonat dezvoltarea accentuată a marinei militare în conformitate cu politica internă și externă a României, precum și cu doctrina de apărare a țării în vigoare în acea perioadă. O serie de nave militare maritime construite în șantierele navale românești, la sfârșitul anilor ’70 și la începutul anilor '80, precum escortoarele „Midia” și „Constanța”, crucișătorul ușor „Muntenia”, transformat în distrugător, iar ulterior în fregata „Mărășești”, fregatele din clasa „Eustațiu Sebastian”, clasificate apoi în corvete, a dimensionat capacitatea Marinei Militare, iar Comandamentul structurii a planificat și coordonat, cu deplin succes, nenumărate aplicații la standardele impuse de evoluția marinelor contemporane.
Revoluția română din decembrie 1989, care a adus revenirea la pluralism politic și democrație, a pus Marina Militară în situația de a acționa în condiții reale de luptă. Ziua de 22 decembrie a adus cu sine trecerea totală a Armatei de partea idealurilor Revoluției, Comandamentul Marinei Militare luând toate măsurile menite să ducă la victorie, în spiritul libertăților proclamate și susținute de noul regim al țării.
După evenimentele din decembrie 1989, Comandamentul Marinei s-a restructurat într-o manieră modernă, susținând aplicarea unei politici noi privind apărarea țării în noul context geopolitic european, schimbându-și denumirea în Statul Major al Forțelor Navale. Reînviindu-se tradiția apărării fluvio-maritime, a fost înființat Comandamentul Flotei Maritime, transformat apoi în Comandamentul Operațional Naval, iar ulterior în Comandamentul Flotei și Componenta Operațională Navală. La fluviu au fost înființate Comandamentul Flotilei de Dunăre și Flotila de Dunăre, transformate în Componenta Fluvială și ulterior în Serviciul Fluvial, subordonat Comandamentului Flotei. 
Fie și dintr-o privire retrospectivă succintă, se accentuează rolul și locul Forțelor Navale Române, a conducerii sale, în istoria statului român modern, mereu în serviciul intereselor navale și fluviale naționale, participând până la sacrificiul suprem la apărarea hotarelor de apă ale țării, îndeplinindu-și rolul atribuit de conducerea politico-militară.
În prezent, Forțele Navale ale României continuă tradiția semnificativă a acestei categorii de forțe militare, în interesul națiunii și pentru apărarea unor idealuri generoase precum siguranța granițelor, securitatea fluvială și maritimă și dezvoltarea relațiilor complexe militaro-diplomatice la Marea Neagră și pretutindeni unde statul român își află interesul geostrategic.
Încadrându-se în amplul proces de reformă a Armatei României, cu principala finalitate a creării interoperabilității cu forțele armate ale statelor membre ale NATO, Statul Major al Forțelor Navale a transformat marina militară, după integrarea României în Alianța Nord-Atlantică, în anul 2004, în prima categorie de forțe complet profesionalizată.
Pornind de la cerințele actuale, specificul forței navale pe care o proiectăm trebuie să îndeplinească următoarele criterii: comandă și control eficiente, structură echilibrată de forțe, interoperabilite și infrastructură corespunzătoare, totul pentru a apropia forțele din subordinea Statului Major al Forțelor Navale de cerințele războiului modern pe mare, pe litoral și în adâncimea acestuia. 
Se recunoaște că, în calitate de stat riveran Mării Negre, situat în apropierea zonei de insecuritate din Balcani și la intrarea principalei axe de transport fluvial dintre Orientul Mijlociu și Europa Occidentală, România trebuie să dispună de o forță navală credibilă și bine structurată, cu o putere combativă pe măsura responsabilităților ce-i revin la mare și fluviu. În contextul evoluției contemporane a mediului de securitate, puterea maritimă a țării este un factor de importanță vitală, iar Forțele Navale Române sunt pilonul principal al acesteia.

## Flota
ISTORIC
Divizia de Mare - Înalt Decret Regal de Înființare nr.1093 emis de Regele Carol I la 26.02.1896
Comandamentul Forțelor Navale Maritime - 1943
Divizia 42  Maritimă -  1963
Flota Maritimă -  1990
```
•  Reorganizare 01.09.1995 - 4 Brigăzi Nave;
•  Reorganizare 01.09.2000 - 2 Flotile Maritime;
•  Reorganizare 01.10.2001 – 5 Divizioane   nave, 1 Divizion  Rachete de Coastă, 2 Divizioane Artilerie de Coastă, unități  logistice  și  de  sprijin;
•  Reorganizare 01.04.2002 – 5 Divizioane nave  și  Companie  Transmisiuni. 
```

Comandamentul Operațional Naval - 2002
Comandamentul Flotei - 2006
Destinația
```
•  Promovarea și apărarea intereselor maritime și fluviale naționale
•  Planificarea și conducerea apărării litoralului, apelor teritoriale și a celorlalte obiective economice și militare din zona de responsabilitate
•  Monitorizarea spațiului maritim și fluvial, asigurarea libertății de navigație și a drepturilor României asupra resurselor naturale și obiectivelor din zona economică exclusivă
•  Planificarea și conducerea acțiunilor militare independent și/sau în cooperare cu alte unități din forțele navale, categorii de forțe armate, poliția de frontieră și forțe aliate/partenere
```

Rolul  Comandamentului Flotei
```
   La pace – structură specializată în cadrul forțelor navale pentru exercitarea atribuțiilor operaționale, managementul spațiului maritim și fluvial și aerian adiacent acestora;
•  Pregătirea și evaluarea forțelor operaționalizate;
•  Pregătirea planurilor de operații ale forțelor navale pentru criză și război;
•  Cooperarea cu celelalte structuri ale Statului Major al Forțelor Navale, pe care le poate lua în subordine prin transfer de autoritate.
```

MISIUNI
•  Planifică variantele de întrebuințare a forțelor navale în situații de criză și pe timp de război;
•  Pregătește personalul Comandamentului Flotei pentru planificarea și conducerea acțiunilor;
•  Exercită comanda și controlul operațional asupra forțelor proprii și a celor subordonate operațional;
•  Supraveghează/monitorizează și realizează managementul spațiului maritim și fluvial;
•  Participă la protejarea platformelor de foraj marin;
•  Cooperează cu comandamentele operaționale, protecția civilă, poliția de frontieră;
•  Conduce căutarea, salvarea, evacuarea și umanitare, în condiții deosebite și în cazul producerii unor catastrofe și/sau calamități naturale;
•  Organizează cercetarea și supravegherea navală a unor raioane, aliniamente sau itinerare din spațiul maritim/ fluvial;
•  Coordonează executarea unor misiuni de curierat, legătură și transport naval de trupe, tehnică de luptă, muniții și materiale.

### Flota maritimă
NAVE MARITIME
```
FREGATE TIP 22
```

Deplasament (To): 4900 (încarcare maximă)
Dimensiuni (metri: lungime x lățime x pescaj): 148,2 x 14,75 x 4,6
Propulsie: 4 turbine Rolls-Royce
Viteza (Noduri): 30
Număr punți: 7
Autonomie: 4500 Mm
Echipaj: 205 (18 ofițeri)
Armament: 
• tun super-rapid 76 mm Oto Melara
• instalații lansare torpile
• sistem de comandă asistat de calculator
• instalații de bruiaj pasiv TERMA
• sisteme de lupta electronică
• 9 sisteme radar
Începând cu luna septembrie 2004, Forțele Navale Române au în componența flotei naționale prima fregată modernă, dotată conform standardelor NATO, fregata Regele Ferdinand, achiziționată de la Marina Regală Britanică. 
Acest tip de navă va permite Marinei Militare Române să desfășoare operațiuni militare care nu au mai fost executate în prezent, precum misiunile de cercetare și de luptă împotriva submarinelor. Totodată, fregata "Regele Ferdinand" constituie o platformă de comunicație, putând constitui oricând un centru de comandă pentru operațiuni comune în cadrul NATO sau pe planul cooperării multinaționale.
Din iulie 2005 Forțele Navale românești au în dotare și o a doua fregată modernă, fregata Regina Maria, care are un echipaj format din 200 de marinari: 16 ofițeri, 76 maiștri militari, un subofițer și 107 marinari angajati pe bază de contract.
A treia fregată a Marinei Române, fregata Mărășești
FREGATA MĂRĂȘEȘTI
Deplasament (To): 5790 (încarcare maximă)
Dimensiuni (metri: lungime x lățime x pescaj): 144,6 x 14,8 x 7
Propulsie: 4 motoare Diesel; 32000 CP
Viteza (Noduri): 27
Echipaj: 270 (25 ofițeri)
Armament: 
Rachete: Nava-Nava: 8 buc. tip SS-N-2C (Styx)
Tunuri: 2 x AK726(cal.76mm), binate; 4x Ak-630M(cal.30mm), 6 țevi
Torpile: 2 x 3 tuburi lanstorpile (cal.533mm)
Grenade reactive: 2 x RBU 6000

Fregate (FFG)
- Fregata Regele Ferdinand - F-221
- Fregata Regina Maria - F-222
- Fregata Mărășești - F-111

Corvete (CVT)
CORVETE
Deplasament (To): 1500 (încărcare maximă)
Dimensiuni (metri: lungime x lățime x pescaj): 92,4 x 11,7 x 3,1
Propulsie: 4 motoare Diesel; 13000 CP
Viteza (Noduri): 24
Echipaj: 95 (7 ofițeri)
Armament: 
Tunuri: 1 USSR 3 în (76mm/60)
Torpile: 4-21 în (533mm)(2) tuburi
Grenade reactive: 2 x RBU 6000
- Amiral Petre Bărbureanu (Tetal-I) (F-260)
- Vice-Amiral Eugen Roșca (Tetal-I) (F-263)
- Contra-Amiral Eustațiu Sebastian (Tetal-II) (F-264)
- Contra-Amiral Horia Măcelaru (Tetal-II) (F-265)

Nave purtătoare de rachete
NAVE PURTĂTOARE DE RACHETE
Deplasament (To): 455 (încarcare maximă)
Dimensiuni (metri: lungime x lățime x pescaj): 56,1 x 11,5 x 2,5
Propulsie: COGAG: 2 tipuri DR 77 turbine pe gaz; 16,016 hp (11,77 MW); 2 shaft
Viteza (Noduri): 36
Echipaj: 41 (5 ofițeri)
Armament: 
Rachete: 4 SS-N-2C Styx (binate)
Tunuri: 1 USSR 3 în (76mm)/60
- Nave purtătoare de rachete - 3

Nave de minare - deminare - 4
DRAGOARE DE MINE (MARITIME)
Deplasament (To):790 (încarcare maximă)
Dimensiuni (metri: lungime x lățime x pescaj): 60,8 X 9,5 X 2,8
Propulsie: 2 motoare Diesel; 4800 hp 
Viteza (Noduri):17
Echipaj: 60
Armament:
Rachete: Nava-aer: 2buc. tip SA-N-5
Tunuri: 2 X 2 AK-230 (cal.30mm), binate
PUITOR DE MINE
Deplasament (To):1450 (încărcare maximă)
Dimensiuni (metri: lungime x lățime x pescaj):  79 x 10,6 x 3,6
Propulsie: 2 motoare Diesel; 6400 hp 
Viteza (Noduri):19
Echipaj: 75 
Armament: 
Tunuri: 1-57 mm 4 USSR 30mm/65, binate
Mine: 200
Nave auxiliare
- Nave de salvare

GROZAVUL - REMORCHER MARITIM DE SALVARE
Deplasament (To):3600 (încarcare maximă)
Dimensiuni (metri: lungime x lățime x pescaj): 64,8 x 14,6 x 5,5
Propulsie: 2 motoare Diesel; 5000 hp 
Viteza (Noduri):12 
Tunuri: 2-30 mm (binate); 8-14,5 mm
Mine: 200
- Nave pentru scafandri

GRIGORE ANTIPA - NAVĂ PENTRU CERCETĂRI MARITIME
Deplasament (To):1450 (încarcare maximă)
Dimensiuni (metri: lungime x lățime x pescaj):  79 x 10,4 x 3,6
Propulsie: 2 motoare Diesel; 6400 hp 
Viteza (Noduri):19
Echipaj:75
VENUS - NAVĂ RAPIDĂ DE SCAFANDRI
Deplasament (To):128,5
Dimensiuni (metri: lungime x lățime x pescaj): 38,7 x 5,4 x 2,02
Viteza (Noduri):18
Autonomie, mile marine: 500
JUPITER - NAVĂ RAPIDĂ DE SCAFANDRI
Deplasament (To): 41,8 (încarcare maximă)
Dimensiuni (metri: lungime x lățime x pescaj): 22,4 x 3,8 x 1
Propulsie: 3 motoare Diesel tip M400; 3300 hp
Viteza (Noduri):40
Echipaj: 8
Tunuri:1 x 2 x 14,5mm
- Divizionul de nave speciale - 9

NAVE LOGISTICE
```
REMORCHER MARITIM DE SALVARE 101 VITEAZUL
```

Nr. bordaj 101
Intrarea în serviciu 1954
Caracteristici principale
Lungimea maximă                   44,50 m
Lățimea maxima                       9,40 m
Pescajul mediu maxim              3,323 m
Deplasamentul normal             543,21 t
Viteza max. la depl. normal       12,50 Nd
Echipajul:                                   21 membri
Propulsie
Motoare principale(nr. x tip): 2 x 6 LDSR-2SJ(K) 
Puterea motorului principal: 1200 CP  
```
TANC MARITIM DE MOTORINĂ 532 
```

Nr. bordaj 532
Intrarea în serviciu 1992 
Caracteristici principale
Lungimea maximă:                    76,36 m
Lățimea maximă:                      12,50 m
Pescajul mediu maxim:                3,90 m
Deplasamentul normal:           2085,20 t
Viteza max. la depl. normal:       15,50 Nd
Echipajul:                                    18 membri
Propulsie
Motoare principale(nr. x tip): 2 x 8-R-251-FMA 
Puterea motorului principal: 1645 CP 
```
 TANC MARITIM DE MOTORINĂ 531
```

Nr. bordaj 531
Intrarea în serviciu 1971
Caracteristici principale
Lungimea maximă:                  55,25 m
Lățimea maximă:                      9,45 m
Pescajul mediu maxim:               3,50 m
Deplasamentul normal:            887,40 t
Viteza max. la depl. normal:       12,50 Nd
Echipajul:                                    14 membri 
Propulsie
Motoare principale(nr. x tip): 2 x MB-820 
Puterea motorului principal: 750 CP 
Nave de protocol
```
Nava Egreta
```

Destinație: activități de comandament și protocol
Posibilități de cazare la bord: dispune de 2 apartamente cu pat dublu
Posibilități de ambarcare pasageri: 40 de pasageri (dispune de două saloane, unul la puntea principală și unul la puntea superioară “BELVEDERE”).
Autonomie : 15 ore
Zona de navigație :
Maritim: până la 50 Mm
Fluvial: poate naviga pe Dunărea Maritimă, canalul Sulina și canalul Sfântu Gheorghe până la un pescaj de minim 3m. 
```
Nava Fortuna
```

Destinație: activități de protocol
Posibilități de cazare la bord:
2 cabine cu pat dublu și baie;
3 cabine a 2 locuri (cușete suprapuse) și baie comună pe hol;
1 cabină a 3 locuri (cușete suprapuse) și baie comună pe hol;
1 cabină a 4 locuri (cușete suprapuse) și baie comună pe hol;
Posibilități de ambarcare pasageri: 20 pasageri;
Preparare hrană la bord pentru pasageri: hrană caldă, produse semipreparate;
Autonomie : 10 ore 
```
Nava Luceafarul
```

Destinație: activități de comandament și protocol
Posibilități de cazare la bord: dispune de o cabină pentru pasageri cu 2 cușete.
Posibilități de ambarcare pasageri: maxim 10 pasageri (dispune de un salon la puntea principală);
Preparare hrană la bord pentru pasageri: numai produse semipreparate;
Autonomie : 10 ore
Zona de navigație :
Maritim: până la 3 Mm
Fluvial: poate naviga pe Dunăre și canale până la un pescaj de minim 2 m 
- Nava școală „Mircea” (numită după domnitorul muntean Mircea cel Bătrân)

- Un submarin clasa Kilo

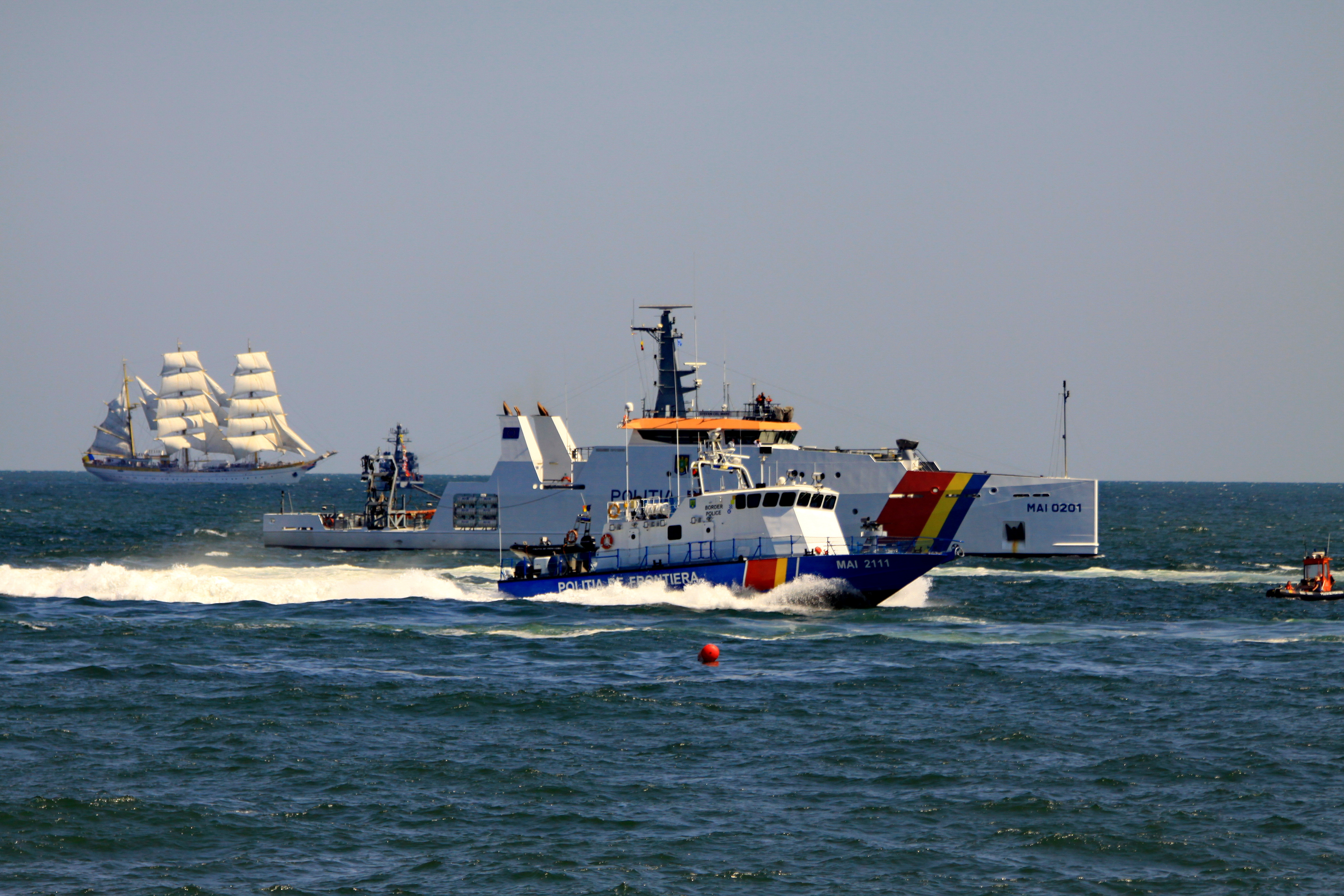
Navele maritime de supraveghere a frontierelor U.E. „Ștefan cel Mare” și „Mai 2111”
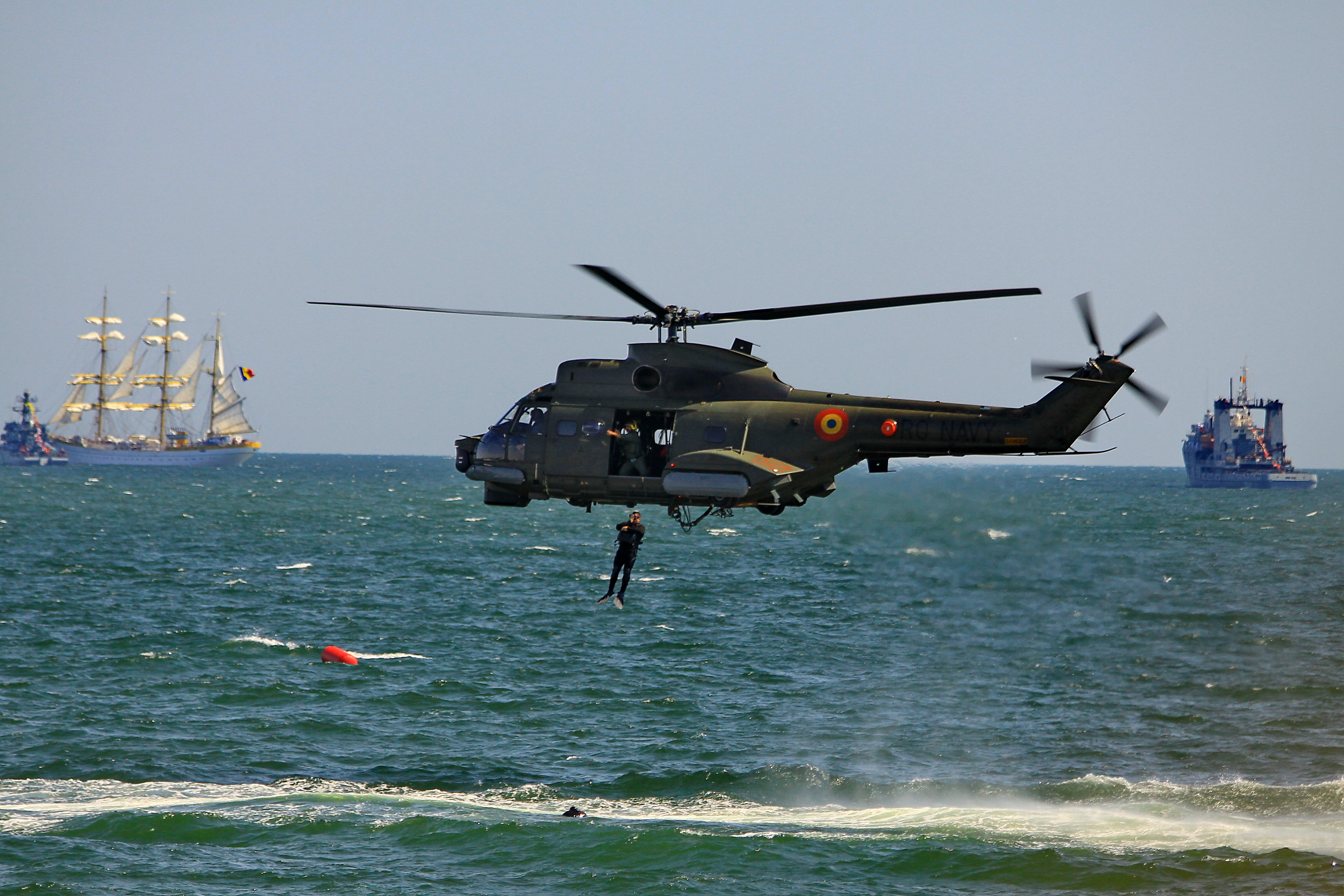
Elicopterul „IAR-330 Puma” naval
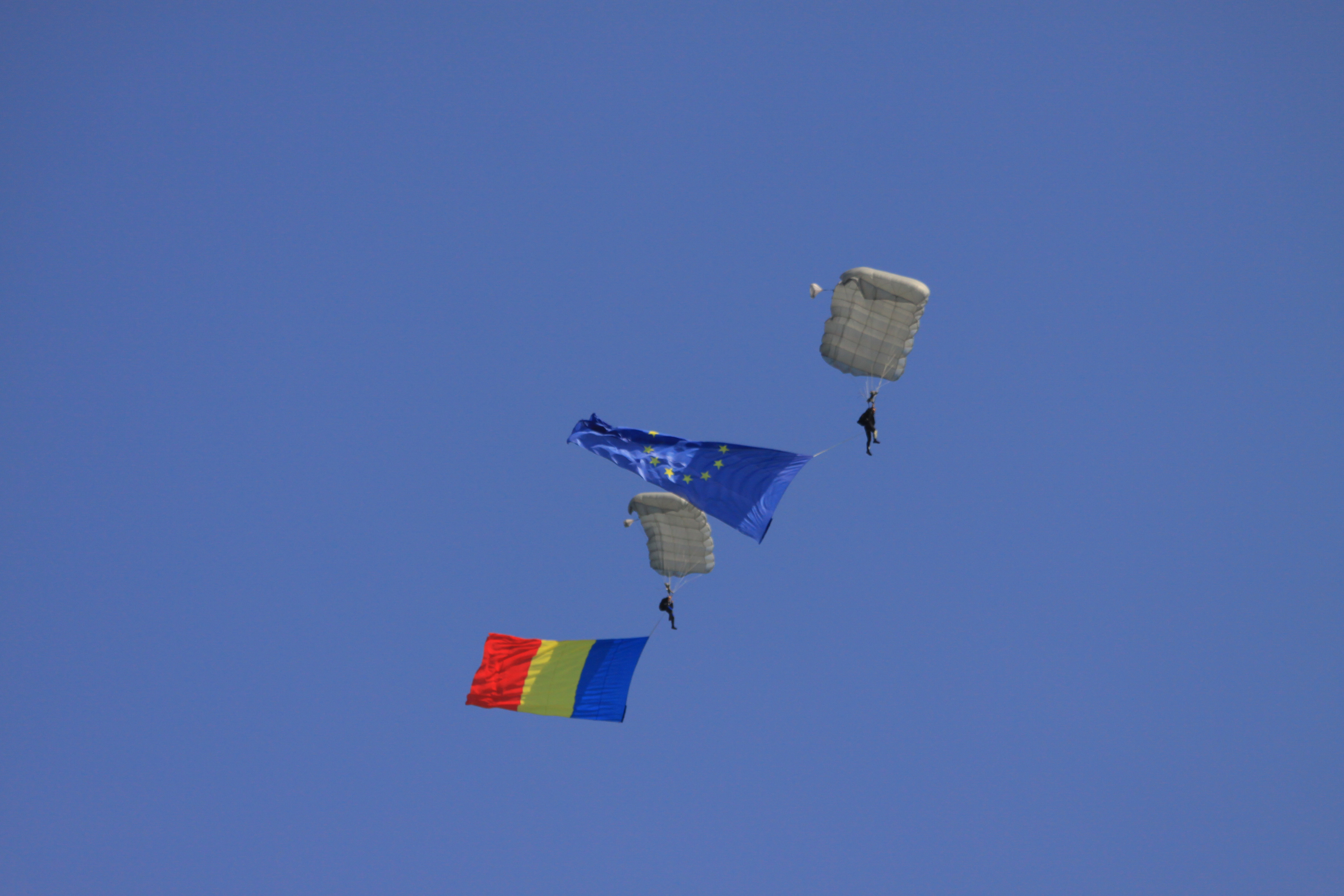
Doi parașutiști-scafandri
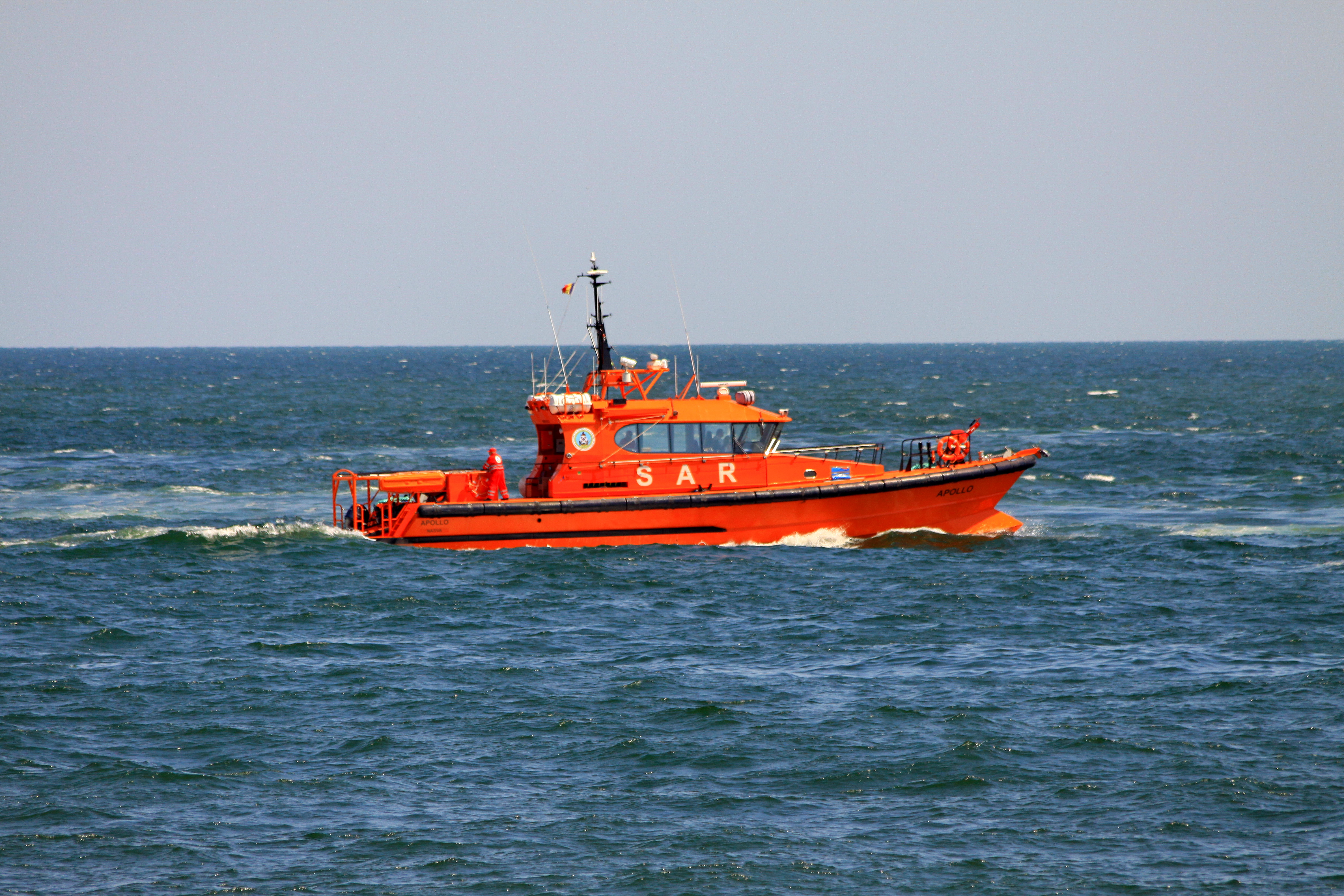
Nava rapidă de intervenții de urgență
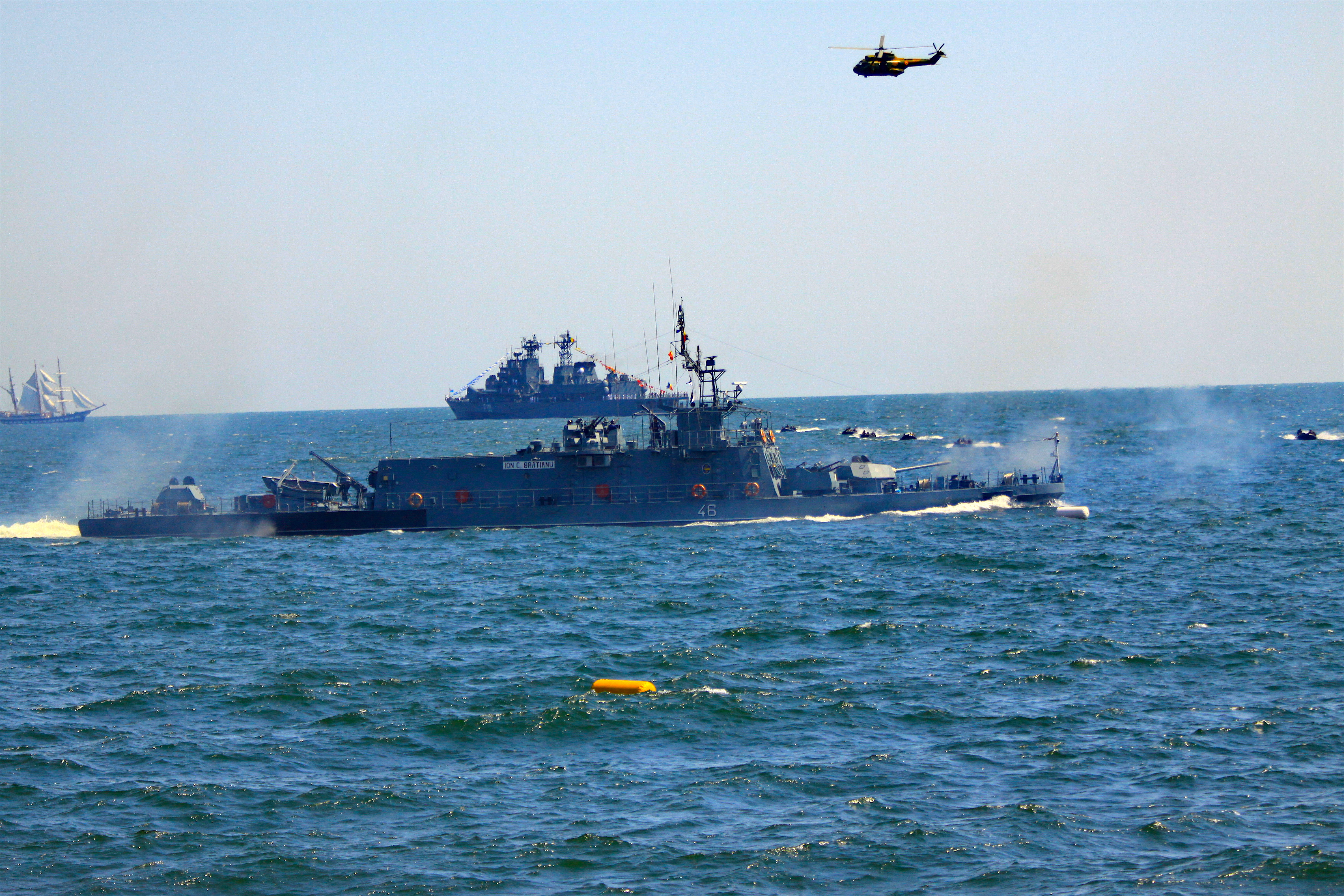
Nava „Ion C. Brătianu”
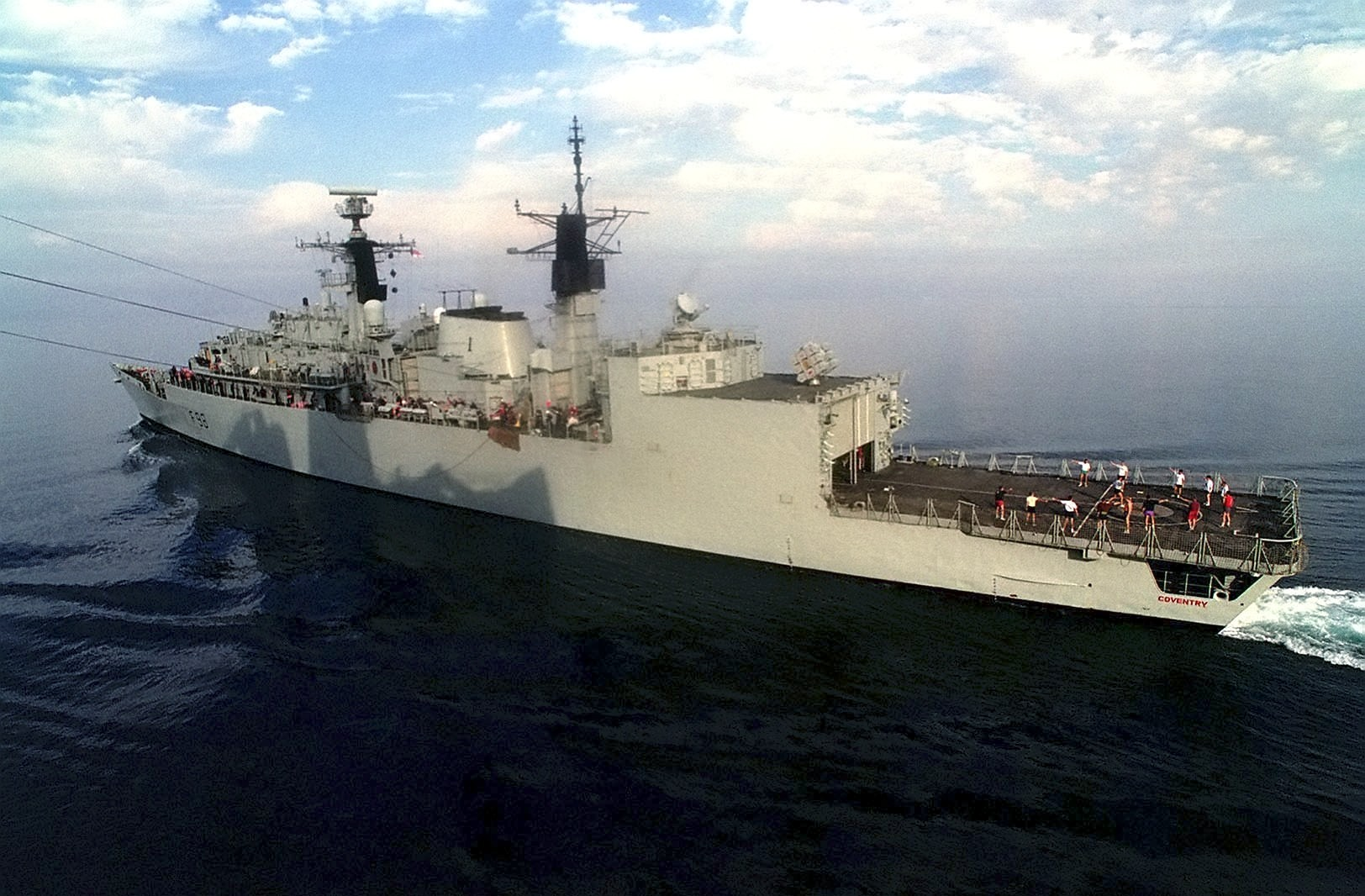
Fregata „Regele Ferdinand”, fostă „HMS Coventry”
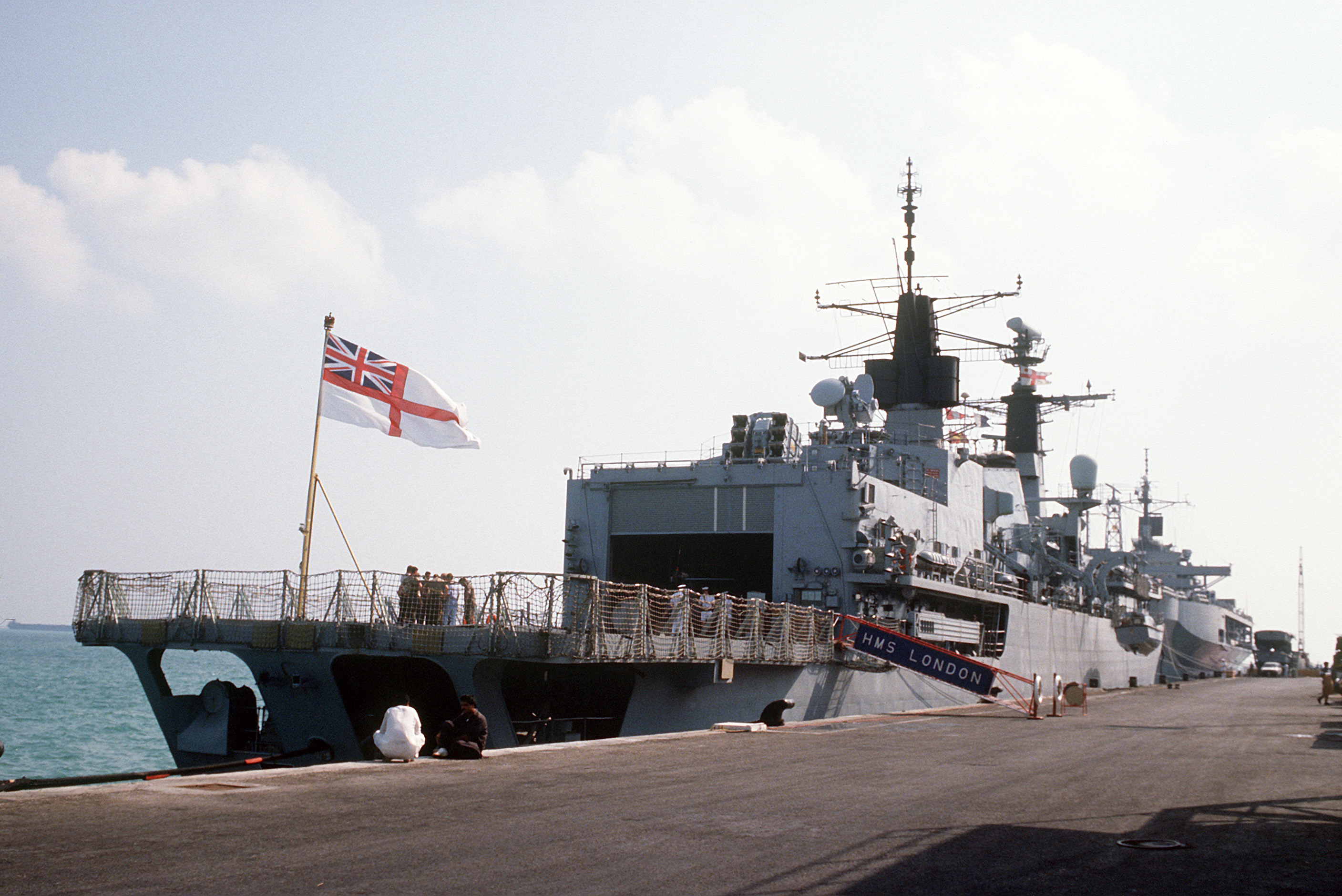
Fregata „Regina Maria”, fostă „HMS London”
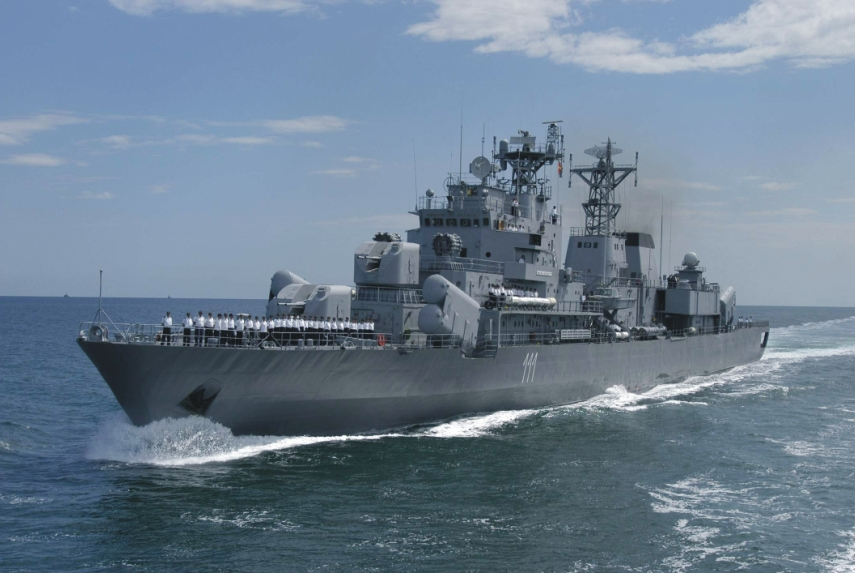
Nava „Mărășești”
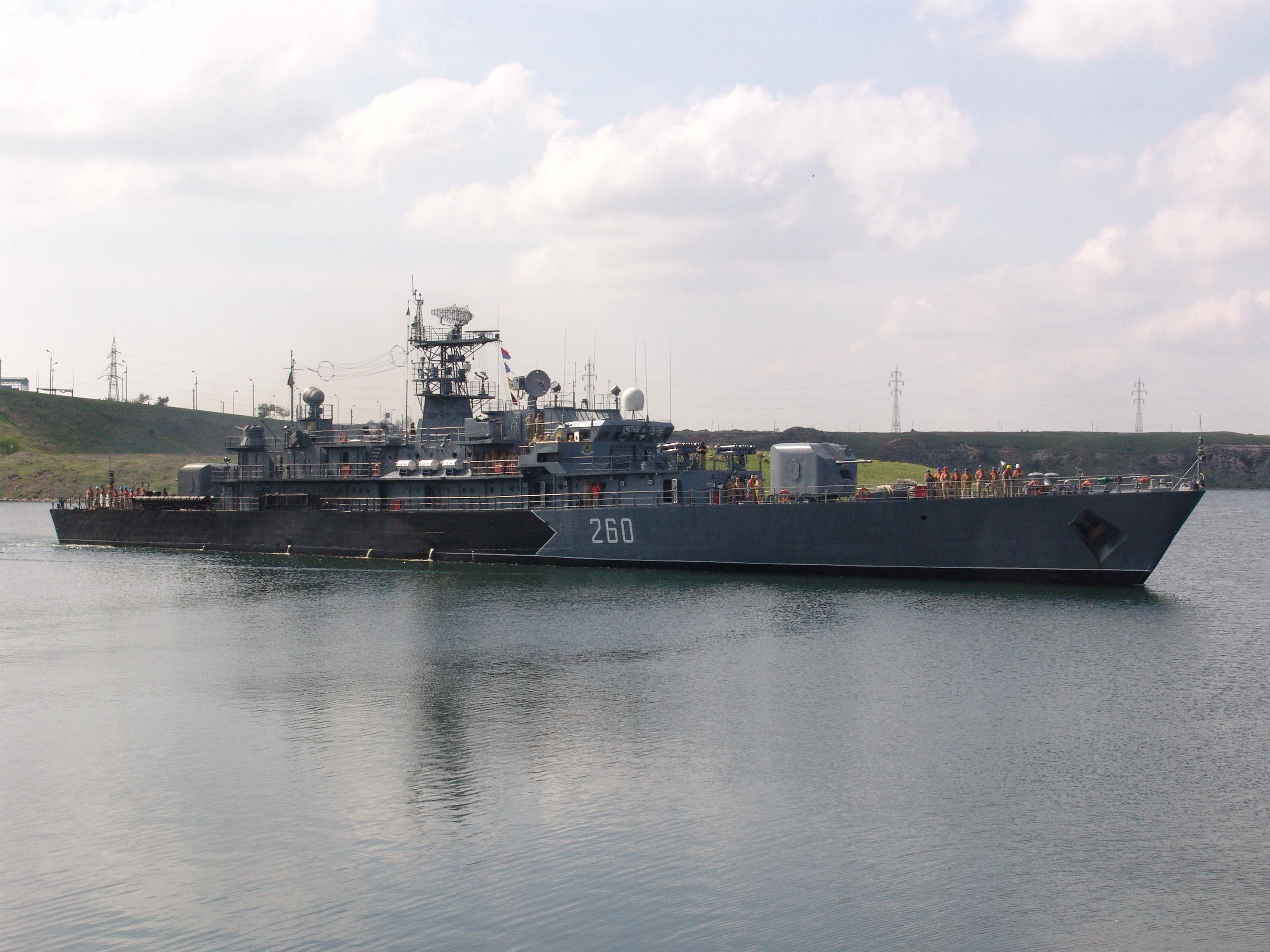
Nava „Amiral Petre Bărbuneanu”
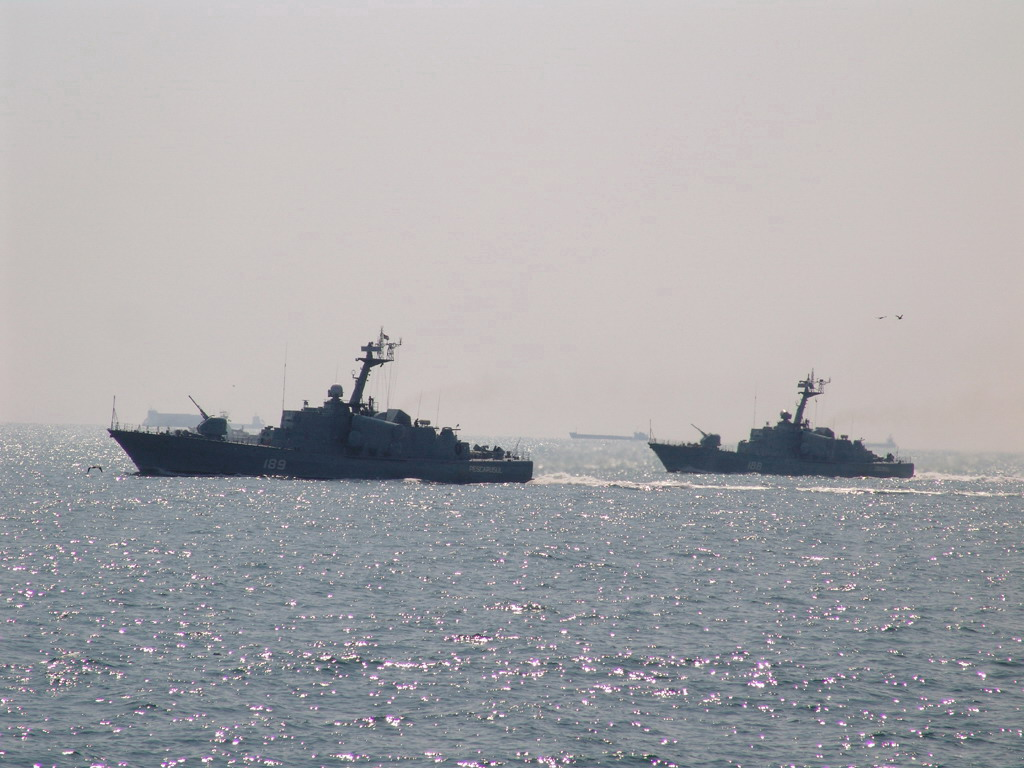
Navele lansatoare de rachete „Zborul” și „Pescăruşul”
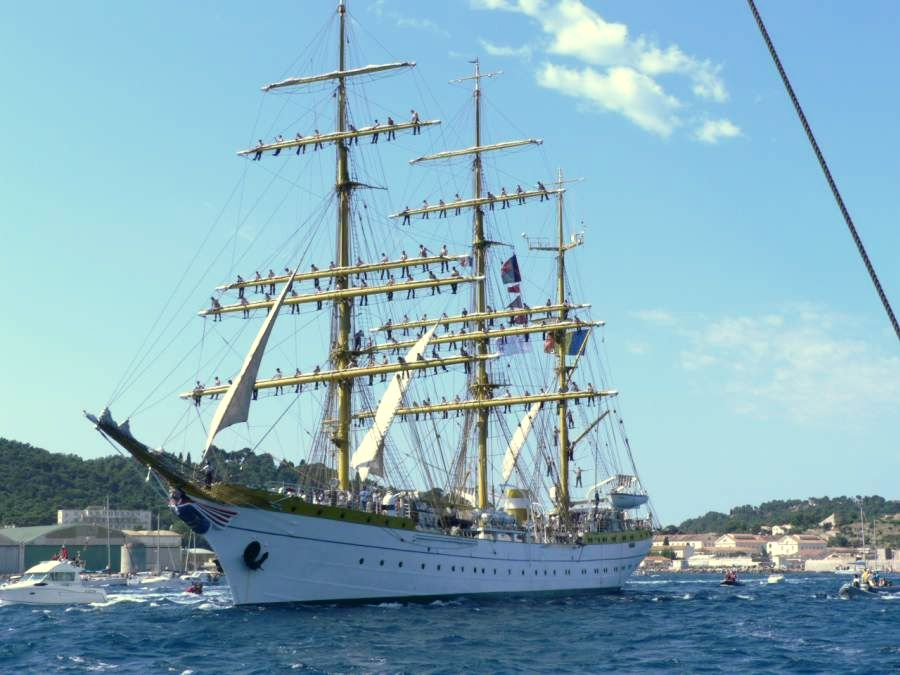
Bricul (de fapt barc)-școală „Mircea” cu echipajul la paradă
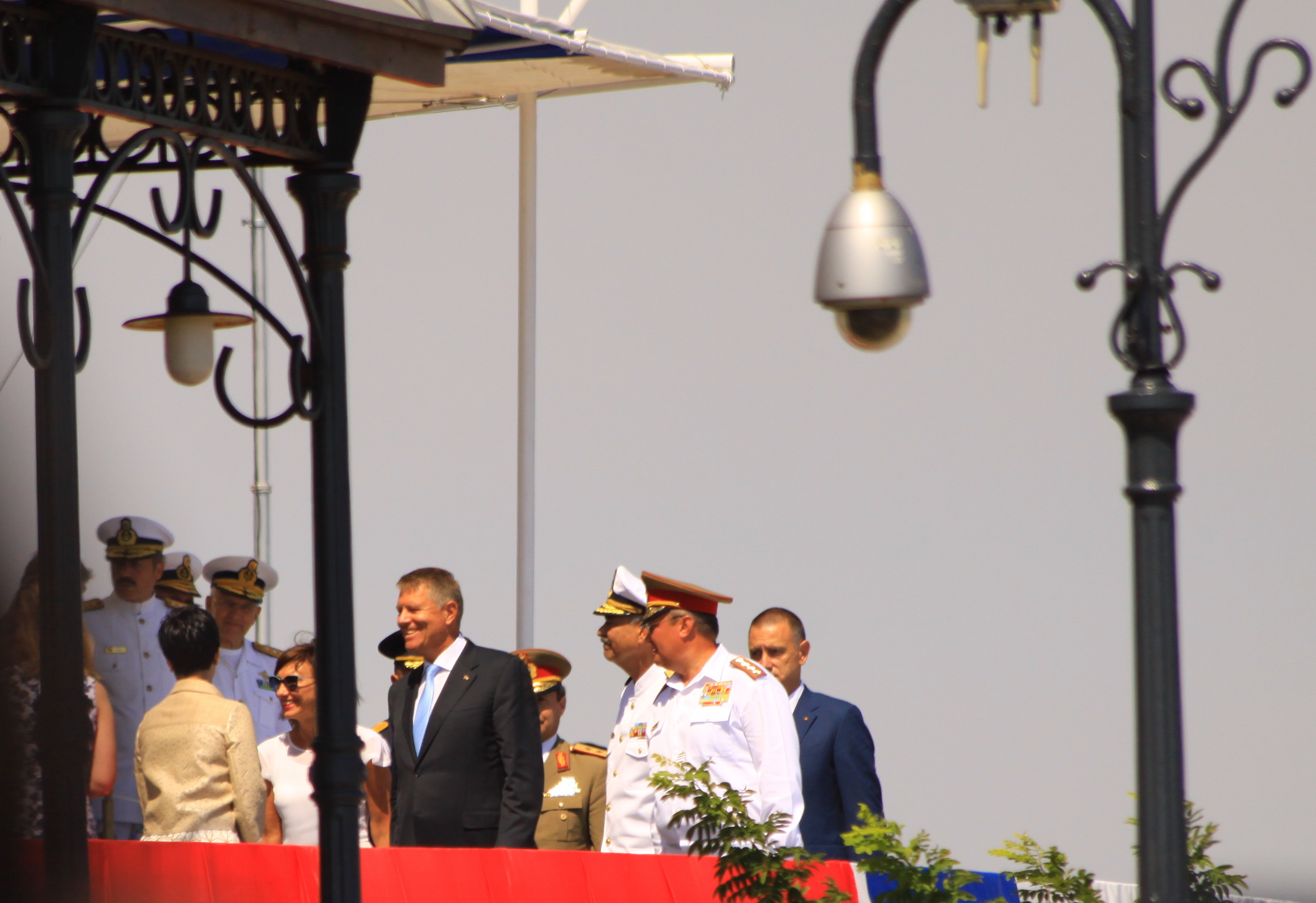
Președintele Iohannis cu amiralii Forțelor Navale Române.

### Flota fluvială
ISTORIC
• 22 octombrie 1860 - s-a înființat Corpul Flotilei, prin Înaltul Ordin al domnitorului Alexandru Ioan Cuza, în urma unirii flotilelor Moldovei și Munteniei. 

• De-a lungul existenței lor, Forțele Fluviale – leagănul Marinei Militare Române, au avut diferite denumiri: Corpul Flotilei, Divizia de Dunăre, Flotila de Dunăre și Flotila Fluvială.

• De la înființarea sa, Corpul Flotilei a participat la toate campaniile militare ale armatei române din zona fluvială:

- Războiul de Independență din 1877;

- Războaiele Balcanice din 1913;

- Primul și al Doilea Război Mondial din 1914 și 1944.

• 1962 - se înființează Brigada 24 Fluvială.

• În perioada 1970-1990, Forțele Fluviale au cunoscut un amplu proces de dezvoltare, intrând în serviciu diferite tipuri de nave, precum: nave purtătoare de artilerie, monitoare, vedete blindate, dragoare și nave auxiliare cu diferite destinații. 

• 1983 - se înființează Brigada 27 Fluvial Maritimă 

• 1995 – se reînființează Flotila de Dunăre "Mihail Kogălniceanu" care avea în subordine două comandamente de brigăzi, unități de vedete blindate de diferite generații, vedete dragoare, nave purtătoare de artilerie, unități logistice, de transmisiuni, de infanterie marină și scafandri de luptă.

• 1998 – Flotila de Dunăre intră într-un amplu și profund proces de reorganizare structurală cu finalizare în anii 2005 - 2007.

• 2000 - Flotila de Dunăre de nivel divizie se restructurează la nivel brigadă, și își schimbă denumirea în Flotila Fluvială "Mihail Kogălniceanu".

• Martie 2005 - Flotila Fluvială "Mihail Kogălniceanu" se transformă în Componentă Fluvială și intră în subordinea Comandamentului Operațional Naval.

• Mai 2006 - Componenta Fluvială se transformă în Serviciul Fluvial din subordinea Comandamentului Flotei. 

În prezent Serviciul Fluvial are următoarea structură:

• Comandament

• Divizionul 67 Nave Purtătoare de Artilerie

• Divizionul 88 Vedete Dragoare

- Monitoare fluviale

Secția de monitoare are în compunere 3 nave cu următoarele caracteristici tehnico-tactice:
```
    • Deplasament: - 522 t; 
                          - L = 52 m; 
                          - l = 9 m; 
                          - pescaj = 1,72 m
    • Armament:  - 2 tunuri cal. 100 mm;
                          - 32 rachete antiaeriene STRELA 2M;
                          - 2 instalații de mitraliere antiaeriene cu patru țevi;
                          - 2 instalații de aruncătoare de proiectile reactive cu câte 40 de 
                          tuburi fiecare;
                          - 2 tunuri cal. 30 mm cu două țevi;
    • Propulsie:   - 2 motoare principale de 2200 CP;
                          - motoarele pot asigura o viteză de 32 km/h;
    • Echipaj: - 58 militari 
    • Autonomie: - 7 zile
    • Raza de acțiune: - 1000 km
```

- - 45 Mihail Kogălniceanu

Nava a fost construită în anul 1993 la Șantierul Naval DROBETA TURNU-SEVERIN în data de 19.12.1993 a intrat în compunerea Divizionului 67 Monitoare în garnizoana BRĂILA. 
```
   La data de 15.12.2001, nava a intrat în compunerea Secției a I-a a Divizionului 67 N.P.A., fiind dislocată în garnizoana Brăila. 
   Activități importante la care a participat:
   - ieșiri pe fluviu cu executarea misiunilor de artilerie în raionul Sf. Gheorghe în anii 1995-2004, obținând constant calificative bune și foarte bune;
   - a participat la aplicațiile DUNĂREA 95 și DUNĂREA 97;
   - expoziții de nave și vizite ale unor delegații străine.
```

- - 46 Ion C. Brătianu

Nava a fost construită în anul 1994 la Șantierul Naval DROBETA TURNU-SEVERIN în luna decembrie 1994 a intrat în compunerea Divizionului 67 Monitoare în garnizoana BRĂILA. 
```
   La data de 15.12.2001, nava a intrat în compunerea Secției a I-a a Divizionului 67 N.P.A., fiind dislocată în garnizoana Brăila. 
   Activități importante la care a participat:
    - ieșiri pe fluviu cu executarea misiunilor de artilerie în raionul Sf. Gheorghe în anii 1995-2004, obținând constant calificative bune și foarte bune;
    - a participat la aplicațiile DUNĂREA 95, DUNĂREA 97 și la aplicația cu trupe FORȚA 2000 din raionul Hârșova;
    - expoziții de nave și vizite ale unor delegații străine.
```

- - 47 Lascăr Catargiu

Nava a fost construită în anul 1996 la Șantierul Naval DROBETA TURNU-SEVERIN în luna noiembrie 1996 a intrat în compunerea Divizionului 67 Monitoare în garnizoana BRĂILA. 
```
   La data de 15.12.2001, nava a intrat în compunerea Secției a I-a a Divizionului 67 N.P.A., fiind dislocată în garnizoana Brăila.
   Activități importante la care a participat:
   - ieșiri pe fluviu cu executarea misiunilor de artilerie în raionul Sf. Gheorghe în anii 1995-2004, obținând constant calificative bune și foarte bune;
   - a participat la aplicațiile DUNĂREA 95, DUNĂREA 97, la aplicația cu trupe FORȚA 2000 din raionul Hârșova, aplicația COOPERATIVE PARTNER 2002;
   - exercițiul bilateral româno- sârbo-muntenegrean BLUE ROAD 2004. 
```

- Vedete blindate fluviale

Secția de vedete blindate are în compunere 5 nave cu următoarele caracteristici tehnico-tactice:
```
    • Deplasament: - 322 t; 
                         - L = 44,50 m; 
                         - l = 8 m; 
                         - pescaj = 1,30 m
    • Armament: - 1 tun cal. 100 mm ;
                      - 2 instalații TAB-77 ;
                      - 2 instalații de mitraliere antiaeriene cu patru țevi ;
                      - 2 instalații de aruncătoare de proiectile reactive cu câte 40 de tuburi fiecare;
                      - 1 tun cal. 30 mm cu două țevi.
    • Propulsie: - 3 motoare principale tip 12 Boxer – 165 cu PN = 1200 C.P.
                    - motoarele pot asigura o viteză de 31 km/h
    • Echipaj: - 47 militari 
    • Autonomie: - 3 zile
    • Raza de acțiune: - 500 km
```

- - 176 Rahova

Nava a fost construită în anul 1987 la Șantierul Naval "MANGALIA".
```
   La data de 11.09.1987 a intrat în compunerea Divizionului 145 Vedete Blindate în garnizoana Tulcea. 
   La data de 15.12.2000, nava a intrat în compunerea Secției a II-a a Divizionului 67 N.P.A., fiind dislocată tot în garnizoana Tulcea. 
   Începând cu 05.02.2001 nava a fost redislocată din garnizoana Tulcea în garnizoana Brăila.
   Activități importante la care a participat:
   - ieșiri pe fluviu cu executarea misiunilor de artilerie în raionul Sf. Gheorghe în anii 1993-2004, obținând constant calificative bune și foarte bune;
   - a participat la aplicațiile cu trupe organizate de unitate și eșaloanele superioare din raioanele de responsabilitate;
   - expoziții de nave și vizite delegații străine.
```

- - 177 Opanez

Nava a fost construită în anul 1988 la Șantierul Naval "MANGALIA".
```
   În anul 1989 a intrat în compunerea Divizionului 145 Vedete Blindate în garnizoana Tulcea. 
   La data de 15.12.2000, nava a intrat în compunerea Secției a II-a a Divizionului 67 N.P.A., fiind dislocată tot în garnizoana Tulcea. 
   Începând cu 05.02.2001 nava a fost redislocată din garnizoana Tulcea în garnizoana Brăila. 
   Activități importante la care a participat:
   - ieșiri pe fluviu cu executarea misiunilor de artilerie în raionul Sf. Gheorghe în anii 1993-2004, obținând constant calificative bune și foarte bune;
   - a participat la aplicațiile cu trupe organizate de unitate și eșaloanele superioare din raioanele de responsabilitate; 
   - expoziții de nave și vizite delegații străine.
```

- - 178 Smârdan

Nava a fost construită în anul 1990 la Șantierul Naval "MANGALIA".
```
   La data de 14.05.1990 a intrat în compunerea Divizionului 145 Vedete Blindate în garnizoana Tulcea. 
   La data de 15.12.2000, nava a intrat în compunerea Secției a II-a a Divizionului 67 N.P.A., fiind dislocată tot în garnizoana Tulcea.
   Începând cu 05.02.2001 nava a fost redislocată din garnizoana Tulcea în garnizoana Brăila.
   Activități importante la care a participat:
   - ieșiri pe fluviu cu executarea misiunilor de artilerie în raionul Sf. Gheorghe în anii 1993-2004 obținând constant calificative bune și foarte bune;
   - a participat la aplicațiile cu trupe organizate de unitate și eșaloanele superioare din raioanele de responsabilitate;
   - expoziții de nave și vizite delegații străine.
```

- - 179 Posada

Nava a fost construită în anul 1990 la Șantierul Naval "MANGALIA".
```
   La data de 18.05.1991 a intrat în compunerea Divizionului 145 Vedete Blindate în garnizoana Tulcea. 
   La data de 15.12.2000, nava a intrat în compunerea Secției a II-a a Divizionului 67 N.P.A., fiind dislocată tot în garnizoana Tulcea. 
   Începând cu 05.02.2001 nava a fost redislocată din garnizoana Tulcea în garnizoana Brăila.
   Activități importante la care a participat:
   - ieșiri pe fluviu cu executarea misiunilor de artilerie în raionul Sf. Gheorghe în anii 1993-2004 obținând constant calificative bune și foarte bune;
   - a participat la aplicațiile cu trupe organizate de unitate și eșaloanele superioare din raioanele de responsabilitate; 
   - expoziții de nave și vizite delegații străine.
```

- - 180 Rovine

Nava a fost construită în anul 1989 la Șantierul Naval "MANGALIA".
```
   La data de 16.07.1993 a intrat în compunerea Divizionului 145 Vedete Blindate în garnizoana Tulcea. 
   La data de 15.12.2000, nava a intrat în compunerea Secției a II-a a Divizionului 67 N.P.A., fiind dislocată tot în garnizoana Tulcea. 
   Începând cu 05.02.2001 nava a fost redislocată din garnizoana Tulcea în garnizoana Brăila.
   Activități importante la care a participat:
   - ieșiri pe fluviu cu executarea misiunilor de artilerie în raionul Sf. Gheorghe în anii 1993-2004 obținând constant calificative bune și foarte bune;
   - a participat la aplicațiile cu trupe organizate de unitate și eșaloanele superioare din raioanele de responsabilitate; 
   - expoziții de nave și vizite ale unor delegații străine;
   - exerciții NATO/PfP: COOPERATIVE PARTNER 2002, BLUE ROAD 2004.
```